# 佐々木京子
佐々木 京子（ささき きょうこ）は、京都府出身のピアニスト。
ピアニストの佐々木祐子は実妹。

## 略歴
桐朋女子高等学校音楽科、桐朋学園大学ピアノ科、同大学付属ディプロマコースを経て、ベルギーに渡りブリュッセル王立音楽院ピアノ科最高課程（大学院）を首席で修了。その後渡仏し、パリ国立高等音楽院（コンセルヴァトワール）第3課程（大学院）修了。また、ヨーロッパ各地の国際音楽アカデミーなどで数多くのマスタークラスを受講。現在、国内外で活動している。

## コンクール歴
- 1994年、第4回日本室内楽コンクール入賞。
- 1994年、第10回チャイコフスキー国際コンクールヴァイオリン部門最優秀共演者賞受賞。
翌年チャイコフスキー青少年国際音楽コンクールの公式伴奏者として招待される。
- 1999年、マリア・カナルス国際コンクールデュオ部門第3位入賞。
- 2000年、スペイン・グァダモラ国際コンクール第１位受賞。

## 活動
オランダ、ベルギー、スペイン、フランス、韓国など世界各国で演奏活動する他、日本でも2001年のリサイタル（於東京文化会館）を始めとし、妹の佐々木祐子とのジョイントなどを含め、数多くのリサイタルに出演。現在は、桐朋学園大学嘱託演奏員も務めている。